# Sant Feliu de Llobregat (kommunhuvudort)
Sant Feliu de Llobregat är en kommunhuvudort i Spanien.   Den ligger i provinsen Província de Barcelona och regionen Katalonien, i den östra delen av landet, 500 km öster om huvudstaden Madrid. Sant Feliu de Llobregat ligger 81 meter över havet och antalet invånare är 42 919.
Terrängen runt Sant Feliu de Llobregat är kuperad åt nordväst, men åt sydost är den platt. Terrängen runt Sant Feliu de Llobregat sluttar söderut. Runt Sant Feliu de Llobregat är det mycket tätbefolkat, med 6 019 invånare per kvadratkilometer. Närmaste större samhälle är Barcelona, 9,1 km öster om Sant Feliu de Llobregat. Runt Sant Feliu de Llobregat är det i huvudsak tätbebyggt.